# Plebiscyt terytorialny

Polski plakat propagandowy z okresu plebiscytu na Górnym Śląsku.

Plebiscyt (łac. plebis scitum = 'uchwała zgromadzenia ludowego, plebejuszy') – wyrażenie, poprzez głosowanie, woli ludności w sprawie przyłączenia spornego terytorium do któregoś z istniejących państw lub utworzenia nowego, niezależnego państwa.

## Starożytny Rzym
Początków plebiscytu niektórzy doszukują się w starożytnym Rzymie, w zasadach według których comitia tributa pod przywództwem trybuna ludowego podejmowały decyzje dotyczące spraw plebejuszy, w szczególności wyboru edylów i trybunów. Od 287 r. p.n.e. na mocy lex Hortensia uchwały comitia tributa nie wymagały zatwierdzenia przez senat i tym samym były ostateczne.

## Rys historyczny
Pierwszego plebiscytu w znaczeniu współczesnym dokonano we Francji republikańskiej gdzie po raz pierwszy obywatele stali się równi i uzyskali suwerenność, a więc prawo wyrażania swej woli.
Zasady i podstawy ideowe pierwszego plebiscytu na podstawie myśli J.-J. Rousseau przygotował w 1791 roku Jakub Menou odpowiedzialny za jego ideologiczną podbudowę. Przyjął on zasadę, że władza pochodzi od ludu zaś legalna zmiana suwerenności terytorium może nastąpić za zgodą ludności go zamieszkującej.
W połowie XIX wieku za sprawą wykładowcy z Turynu Stanislao Pasquale Manciniego (1817–1888) głównym czynnikiem decydującym i branym pod uwagę stał się naród mający prawo do samostanowienia. Odtąd uprawnionymi do głosowania w plebiscycie, zależnie od sytuacji, byli mieszkańcy terytorium lub naród zamieszkujący określone terytorium (różnica o znaczeniu propagandowym).
Pierwszy nowożytny plebiscyt (1791) pozwolił przyłączyć do Francji Avignon oraz hrabstwo Venaissin. Następne odbyły się po zajęciu przez francuskie wojska Sabaudii (1792) oraz Nicei (1793). Prawo do głosowania w plebiscytach w Belgii (1792) oraz Nadrenii (1793) zyskali wyłącznie zwolennicy rewolucji.
Kolejne plebiscyty zainicjowane przez Camillo Cavoura pozwoliły zjednoczyć kilka prowincji włoskich. W 1859 roku plebiscyty przeprowadzono w Toskanii i Emilii. W Centralnych Włoszech oraz w Neapolu i Umbrii plebiscyty odbyły się w roku 1860. Plebiscyt w Wenecji odbył się w 1866 zaś w Rzymie w roku 1870. Z plebiscytów włoskich wyłączeni byli przeciwnicy polityczni, mniejszości narodowe oraz chłopi i robotnicy. Głosowania w większości były jawne, odbywały się pod kontrolą specjalnych urzędników oraz księdza jako przewodniczącego komisji, objęły arystokrację oraz mieszczan płacących podatki.
W centralnych Włoszech w 1859 roku po raz pierwszy wprowadzono kartę do głosowania i umożliwiono głosowanie tajne.
24 marca 1860 zasady plebiscytu zostały wpisane do międzynarodowego traktatu między Francją a Sardynią. Następne plebiscyty o charakterze międzynarodowym objęły Wyspy Jońskie (1863), Szlezwik (1866), Wenecję (1866) oraz wyspę św. Bartłomieja (1877).
W trakcie i po I wojnie światowej chętnie szermowano zasadą samostanowienia narodów, niemniej w praktyce naczelną zasadą działania poszczególnych rządów były siła i własne interesy gospodarcze. Dotychczasowe kolonie zmieniły jedynie właścicieli zaś przeprowadzone w Europie plebiscyty posłużyły jako wygodne uzasadnienie działań państw rozgrywających. Legalność działań zapewnił traktat wersalski. Artykuły 32–34 ustanowiły plebiscyt w okręgach Eupen i Malmedy (pogranicze niemiecko-belgijskie), art. 48 i 50 zarządziły plebiscyt w zagłębiu Saary (13 stycznia 1935), art. 88 Plebiscyt na Górnym Śląsku, art. 94–97 Plebiscyt na Warmii, Mazurach i Powiślu, art. 109–110 w południowym Szlezwiku (14 marca 1920). Ponadto uzupełniający traktat Saint Germain-en-Laye zawarty z Austrią na podstawie art. 49–50 przewidywał plebiscyt w południowej Karyntii. Jego uzupełniający dokument z Wenecji (13 października 1921) podpisany przez Austrię i Węgry zarządzał plebiscyt w Sopronie (austr. Ödenburg). Decyzją Rady Najwyższej paryskiej Konferencji Pokojowej z 27 września 1919 roku zapowiedziano plebiscyty w Spiszu, na Orawie oraz na Śląsku Cieszyńskim – ten, ze względu na rozwój sytuacji politycznej został odwołany (zobacz więcej: polsko-czechosłowackie konflikty graniczne).
Powyższe plebiscyty przeprowadzono na terenach przegranych uczestników I wojny światowej, czyli monarchii austro-węgierskiej oraz Cesarstwa Niemieckiego. Rosji ogarniętej rewolucją październikową nikt nie brał pod uwagę. Polsce w zamian za rezygnację ze Śląska proponowano znaczne nabytki na terytorium Rosji w tym Litwę i Kurlandię. Niemcy również nie interesowali się zasadą samostanowienia. Chcąc zachować terytorium (także zajęte podczas wojny) chcieli utworzyć odrębne państwa, formalnie odrębne od Rzeszy i tym samym niepodlegające regulacjom Konferencji Pokojowej, po uspokojeniu się sytuacji miały wrócić do Rzeszy. W styczniu 1919 rozważano koncepcją Augusta Winniga, generalnego pełnomocnika rządu Rzeszy dla Prus Wschodnich i Zachodnich, według której z Prus Wschodnich, części Prus Zachodnich oraz Litwy, Kurlandii i Inflant miano utworzyć Oststaat. Wcześniej (koniec 1918 r.) nadprezydent Prus Wschodnich Adolf von Batocki-Friebe chciał utworzyć państwo obejmujące Śląsk i Poznańskie.
Plebiscyty ustanowione traktatem wersalskim odbywały się wśród ludności systematycznie wynaradawianej i w większości przy obecności dotychczasowej administracji co w dużym stopniu sankcjonowało wcześniej dokonane podboje. Po plebiscycie nie dokonywano proporcjonalnego podziału terytorium oraz nie umożliwiano przesiedleń co powodowało, że część ludności pozostawała pod obcą administracją. Niosło to za sobą różnego rodzaju niebezpieczeństwa. Podczas rozważań prowadzonych przez Parlament des Deutschen Osten (maj 1919) twierdzono, że zamiast podziału Śląska lepiej oddać go w całości, bowiem zwarci i zorganizowani Niemcy szybko będą mogli przystąpić do skutecznego sabotowania Polski, słabo skleconej i mało odpornej.
Po drugiej wojnie światowej przeprowadzono plebiscyt w Europie np. w Protektoracie Saary 23 października 1955, w którym 67,7% opowiedziało się przeciwko przekazaniu obszaru pod protektorat EWWiS.
W pierwszej fazie wojny rosyjsko-ukraińskiej, w 2014 roku przeprowadzono referendum na Krymie (zgodnie z rezolucją ONZ uznane za nieważne, nieuznawane także przez Ukrainę). W 2022 roku, po dokonaniu przez Rosję inwazji na Ukrainę, miały miejsce referenda w ukraińskich obwodach: donieckim, ługańskim, chersońskim i zaporoskim. Rezolucja ONZ również i je uznała za nieważne i niezgodne z prawem międzynarodowym.
Za pewną formę plebiscytów są uznawane referenda niepodległościowe (np. 19 maja 1991 w Chorwacji, 30 października 1995 w Quebecu, w styczniu 2011 w Sudanie Południowym czy referendum niepodległościowe w Szkocji z 2014 roku).